# Turivka, Koriukivka
Turivka (în ucraineană Турівка) este un sat în comuna Naumivka din raionul Koriukivka, regiunea Cernihiv, Ucraina.

## Demografie
Componența lingvistică a localității Turivka
     Ucraineană (99,45%)
     Alte limbi (0,55%)
Conform recensământului din 2001, majoritatea populației localității Turivka era vorbitoare de ucraineană (99,45%), existând în minoritate și vorbitori de alte limbi.